# Frédéric Malempré
Frédéric Malempré est un percussionniste belge né le 1er mai 1969 à Verviers.

## Biographie

### Jeunesse
Frédéric Malempré est le fils de Marc Malempré, enseignant, peintre, musicien, chorégraphe; et de Danielle Bayer, joueuse de vieille à roue, accordéoniste, danseuse et employée aux Jeunesses Musicales. Il passe son enfance dans un milieu familial où la pratique de la danse et de la musique populaire font partie de son quotidien. Il commence les percussions à l'âge de 7 ans en pratiquant le Tapan,, initié par un ami de la famille de nationalité turque.

### Formation
Entre 1979 et 1983, il prend des cours particuliers de batterie avec Yves Baibay et André Charlier. Dès 1983 et jusqu’en 1990, il suit des stages de percussions afrocubaines et cubaines, avec Gomma Percussions, et aux sessions de l’Académie d’été de Neufchâteau avec Chris Joris, Franck Michiels et Didier Labarre. En 1989, il participe à la session jazz à Libramont avec Jean-Louis Rassinfosse. Toujours dans une optique de formation, il est quotidiennement à l’affut de nouvelles sonorités qu’il partage avec différents groupes dans des styles très variés : jazz, world music, folk, chanson française, chanson italienne, chanson jeune public, musique ancienne, musique classique...

### Expérience
Musicien polyvalent, Frédéric Malempré aborde tous les styles musicaux du jazz à la chanson française en passant par la musique ancienne, les musiques du monde, la musique folk, classique et ancienne, la chanson jeune public… En jazz, il a notamment tourné avec: MusicAzur (Pirly Zurstrassen), Musique à Neuf, Brownie Speaks (Big band de Rob Bruynen, Hollande), Chris Joris Experience, Hermosa (Allemagne), Alain Pierre, Jean-François Maljean. En chanson française : Marka, Wendy Nazaré, Gerry Lippman, Thierry Dell. En "world music" : Het Muziek Lod (« La Maison des petites musiques cachées »), Bernard l'Hoir, Perles d’Amour et Oblomow, Karoline de la Serna. En Folk music : Didier Laloy invites, [PÔ-Z]s. En musique classique et ancienne : Quatuor Héliotrope, Zefiro Torna, Luthomania. En chanson jeune public : Raphy Rafaël, Chant’âges, Grouba. Il a également accompagné occasionnellement les cours de danse contemporaine de l’école P.A.R.T.S. d’Anne Teresa De Keersmaeker et collaboré avec des musiciens de renoms dans diverses formations : Jan de Haas, Yvan Paduart, Nathalie Loriers, Benoit Vanderstraten, Roman Korolik, Mimi Verderamme, Philippe Aert, Bruno Castellucci,...

### Groupes actuels
- Jazz : Antoine Pierre "Urbex", TAB (Trio Alex Beaurain), Tangram trio[8]
- Chanson française : Léa Cohen, Wendy Nazaré, Stéphanie Blanchoud
- Chanson anglaise : Perry Rose, Bai Kamara, Coversyl
- Chanson italienne : Giacomo Lariccia
- World music : Quentin Dujardin, Karim Baggili
- Folk : Tref, S-tres, KV Express
- Chanson jeune public : André Borbé

### Scènes belges et internationales
Bien connu des scènes belges,,, il foule également les scènes internationales. En 2014, il se rendra notamment en Chine pour une tournée avec le groupe "S-Tres" (trio composé de Didier Laloy, Pascal Chardome et Frédéric Malempré),, ainsi qu'en Birmanie, au Vietnam et aux Philippines avec le TAB (Trio Alex Beaurain).

### Stages
Il est professeur de percussions aux stages de l’Académie d’été de Libramont et du Gaume Jazz depuis une dizaine d’années.

## Discographie
2016:
- Osman Martins: « Vontade Saudate »
- TAB - Trio Alex Beaurain : « Seahorse »
- Antoine Pierre: « Urbex »
- Ialma : « Camiño »

2014:
- TAB - Trio Alex Beaurain : « Himeros »
- Vincent Rouard : « Strada »[16]
- Léa Cohen : « Les portes de l’intense »
- Claude Barzotti : « Souvenirs d’Italie »[17]
- Wendy Nazaré : «  Do Japão ao Brasil »

2013:
- Marc Malempré et Rémi Decker : « Codicille 2013 »[18]
- Léna Mariel : « Trois petits tours »

2012:
- Wendy Nazaré : « A tire d’ailes »
- Jean-François Maljean : « Apormidjusofir »[19]
- Full Moon Orchestra : « This is our music »

2011:
- Jofroi : « Cabiac sur terre »[20]
- Marie-Christine Maillard : « Blues Chocolat »[21]
- Tangram : « Souffles » [22]
- Didier Laloy : «  Noir’s »
- Jean-François Maljean : « Dong Fusion »
- Ialma: « Simbiose »[23],[24]

2010:
- André Borbé : « Quand les mamies prêtent leurs comptines aux enfants d’aujourd’hui »
- Eyal : « Big bang de sentiments »
- Vincent Noiret : « Facing the ghost »
- Silva : «  L’antidote »
- Léa Cohen : « Quelques lettres »
- Kloé K : « Essentiel »[25]
- KV Express : « D-Sensation »

2009:
- Raphy Rafaël : « Zahori »
- Karoline de la Serna : « Traduzca »
- Gerry de Mol : « Een dino in mijn omelet – un dino dans mon omelette »

2008:
- Le monde est un village « Radio nomade »
- Musique du film « Voleurs de chevaux »

2007:
- Laybann : « Road »
- Flanders Recorder Quartet : « Banchetto musicale »
- Dominique Corbiau : « Spesso Vibra »
- Didier Laloy : « [PÔ-Z]s »
- KV Express : « Luna »
- MusicAzur : « Prend l’air »

2006:
- Françoise Derissen : «  There is an effel there »
- Marie-Christine Maillard : « Made in Marie »
- Tref : « Loop to the moon »

2005:
- Het Lod Muziek – La maison des petites musiques cachées
- Stéphanie Blanchoud : « A cœur ouvert »
- Gerry de Mol & Eva de Roovere : « Min & mEER »
- Vadim Piankov : « L’inconnue »
- Chant’Âges : « Le plus beau cadeau »
- Hughes Maréchal : « où va le vent »
- Marlène Dorcéna : « Haïti »
- Didier Laloy : « Invite…s »

2004:
- Quentin Dujardin & Ivan Paduart : « Vivre »[26]
- Zefiro Torna : « El Noi de la Mare »
- Lydie Claire : « ça balance pas mal à Liège »
- André Borbé :  « en concert »
- Jofroi : « Marcher sur un fil »
- Marka : « C’est tout moi »

2003:
- Max Vandervorst : « Folklore de pataphonie centrale »
- Jean-François Maljean : « Dreams »
- Chièvres : « Fêtes de la musique »
- Géry Lippman : « Entre Amours et Voyages »
- Musique à Neuf : « Prix Europa 2003 »
- Frédéric François : « Les romances de toujours »
- Luc Pilartz :  « Meslanges »
- Tref : « Festival le chainon manquant »
- Les Gauff’ au suc’ : « Vamos à… Las-Végus »
- Compilation « 100 op 1 de beste belgen »
- Yoni Vidal : « Spice Road »
- Assam : «  d’elles »
- Didier Laloy : « S-tres Version Originale »[27]

2002:
- The Chris Joris Experience : « Out of the Night »
- Damien Hurdebise : « Tombé quelque part »
- Musique à Neuf : « Traces »
- Zefiro Torna :  «  Mermaphilia »
- Ialma : « Marmuladas »

2001:
- Tref : « Accordéon diatonique »
- Oscar Beek : « Oscar Beek »

2000:
- Bla Bla : « Je veux être un lardon »
- Michel Azaïs : « Walon Noyé »
- André Borbé : « Le petit jour »
- Stefany May : « Mon vieux »
- Jazz Addiction Band : « Nice Cap »

1999:
- De Noord-Zuid Band
- Guy Cabay : « The biesse tof »
- Pyrate : « Stop lying in my face »

1998:
- Chant’âges: « Secrets sucrés »
- Charly : « Osmose »

1997:
- Tangram : « Ring Ouest »
- Contes africains « Possible Impossible »
- Willy Nsita : « Toulaba »

1996:
- Chant’âges: « Pas dormir »

1994:
- Chris Joris: « Bihogo »
- Michel Azaïs : « Souffleur de flammes »

### Site web
- Facebook Fred Malempré Percussionniste-batteur